# درخت زردآلو

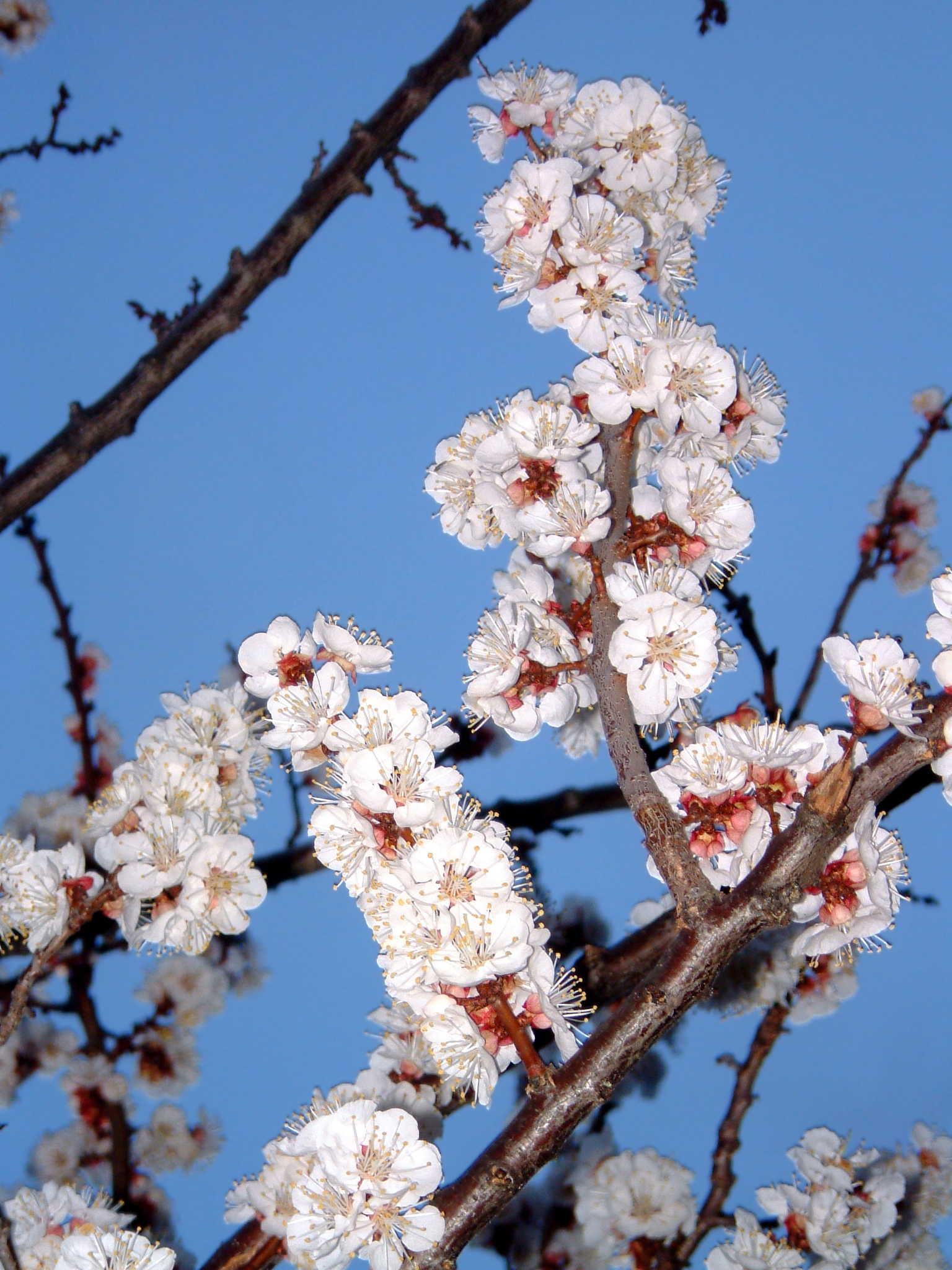
شکوفه زردآلو

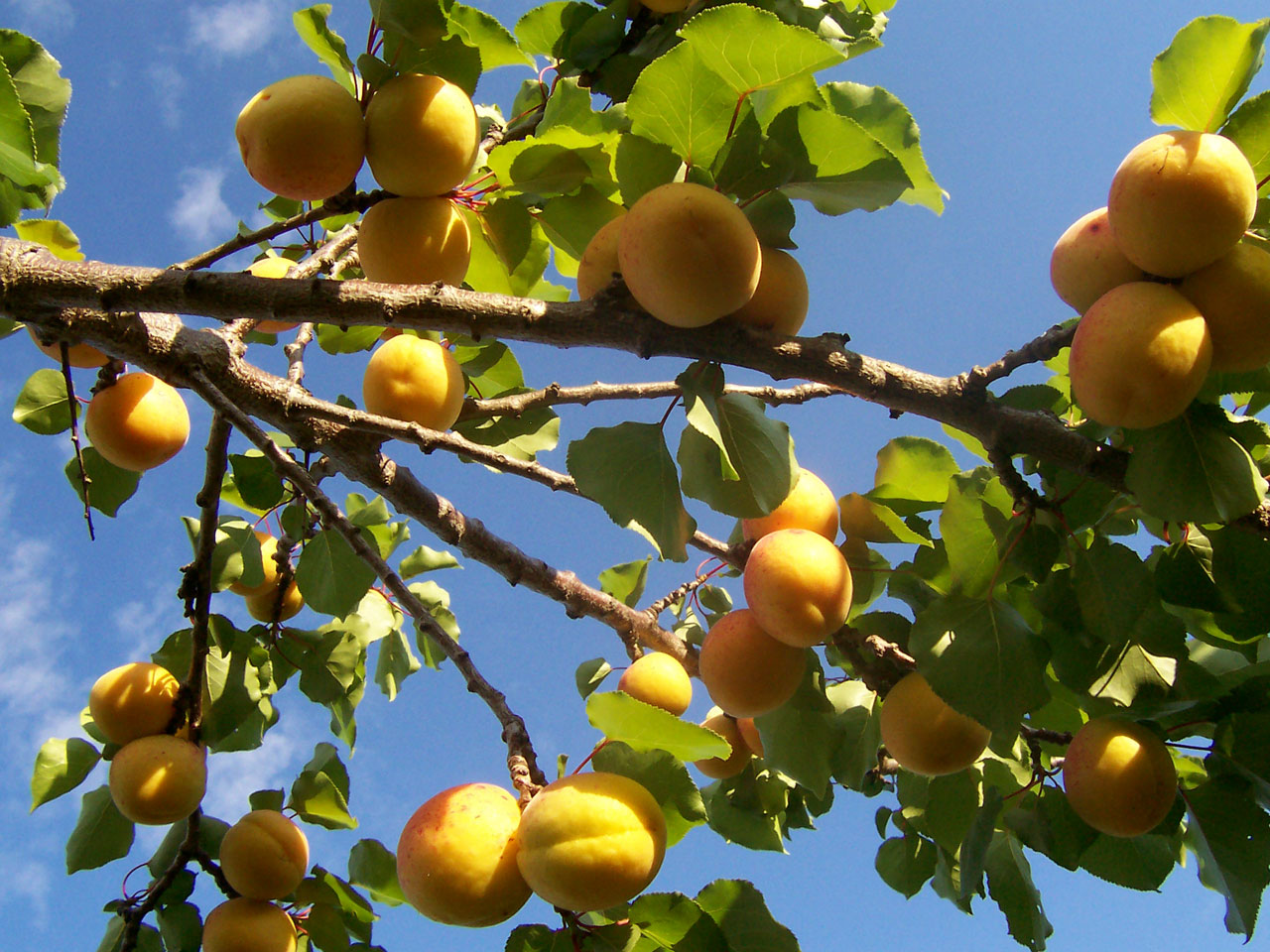
میوه زردآلو

درخت زردآلو (نام علمی: Prunus armeniaca Rosaceae) جزو درختان میوه ده می‌باشد. به نقل از برخی منابع بومی چین می‌باشد و گفته می‌شود هنوز هم به صورت وحشی در این مناطق می‌روید و درخت در اوائل قرن اول میلادی به آسیا و اروپا راه یافته؛ در برخی منابع دیگر نیز زادگاه اصلی این درخت را ارمنستان، ایران و مصر معرفی کرده‌اند. درخت زردآلو تا ارتفاع ۵ متر می‌رسد. این درخت دارای برگهای خزان کننده به شکل قلب نوک تیز و به رنگ سبز روشن مایل به زرد می‌باشد و جوانه‌های زردآلو نسبت به جوانه‌های سایر دانه‌دارها کوچکتر است، برگهای انتهایی نیز به رنگ قرمز دیده می‌شوند که یک مشخصه برای شناسایی این درخت است. شکوفه‌های زردآلو درشت، تک گله و دارای دنباله دراز هستند و به رنگ سفید متمایل به قرمز است، این درخت دارای گلهای مذکر و مؤنث است. میوه آن گوشتی و زرد رنگ، با طعمی مطبوع و شیرین بوده و در اواسط تابستان می‌رسد و به همین دلیل به آن طلای تابستان نیز می‌گویند، لازم است ذکر شود که میوه درخت زردآلو بیشتر روی شاخه‌های یک ساله قوی دیده می‌شود این درختان در مناطق گرمسیر بعد از ۲ و در مناطق سردسیر بعد از ۴ سال وارد فاز میوه دهی می‌شوند. هسته زردآلو صاف قهوه‌ای و بیضی شکل است. در داخل هسته مغز آن قرار دارد که طعم آن گاهی شیرین و گاهی تلخ می‌باشد و دارای ۴۰ درصد روغن، مقداری پروتئین، قند و ویتامینهای آ و ث و کبالت می‌باشد.

## شرایط کاشت، نگهداری و تکثیر
این درخت در هوای معتدل گرم بهتر از نقاط دیگر رشد می‌کند در نقاط سرد باید آن را در مقابل آفتاب کاشت. در زمینهای قابل نفوذ و گرم، بهتر از زمینهای رسی و مرطوب رشد کرده و محصول می‌دهد. درخت زردآلو در سال‌های اول رشد و بخصوص در فصل رشد به آبیاری فراوان نیاز دارند. لازم به توضیح است که آبیاری این گیاه به روش کرت‌بندی نباید صورت گیرد زیرا هم به ریشه‌ها اجازه تنفس داده نمی‌شود و هم از طریق تماس مستقیمی که طوقه با آب دارد درخت را بیمار می‌کند.
در باغ زردآلو، فاصله بین این درختان از یکدیگر ۶ تا ۷ متر منظور می‌گردد پایه‌های انتخابی برای زردآلو، بادام و هلو می‌باشد ولی پایه زردآلو مناسبتر است.
تکثیر این گیاه به دو طریق انجام می‌پذیرد:
- از طریق کاشت مستقیم بذر
- از طریق پیوند زدن

که شیوه دوم محصول بهتری داده و رواج بیشتری دارد.
درخت زردآلو به زخم بسیار حساس است به طوری که در صورت ایجاد کوچک‌ترین زخم، مورد حمله آفات قرار می‌گیرد. اگر چنانچه پوسته براحتی جدا شود یا اینکه تنه حالت پوکی داشته باشد درخت بیمار است.

## انواع زردآلو
زردآلو انواع متفاوتی دارد که از میان آنها به موارد زیر می‌توان اشاره نمود:
1. زردآلو بادامی
2. زردآلو قیفی
3. زردآلو درشتی
4. زردآلو نخجوان
5. زردآلو شکر پاره
6. زردآلو رجبعلی
7. زردآلو قوامی
8. زردآلو سفید
9. زردآلو ملقی